# SAS (programmeertaal)
SAS (Statistical Analysis System) is de naam voor software die voor onder meer business intelligence ingezet kan worden. Het is een geïntegreerd systeem van software ontwikkeld door het SAS Institute dat het mogelijk maakt om data te analyseren en te rapporteren. Ook standaardapplicaties zoals ABM (Activity Based Management) en een IDP (Information Delivery Portal) zijn onderdeel van de SAS-software. Oorspronkelijk was SAS in 1976 alleen beschikbaar voor IBM-mainframes, tegenwoordig is SAS beschikbaar voor bijna ieder besturingssysteem.
SAS wordt voornamelijk gebruikt om procesmetingen te doen binnen grote bedrijven om zo tot besluitvorming te komen. SAS ontsluit data uit de productiebrongegevens om zo analyses en rapportages over deze gegevens te doen zonder daarbij de bron te belasten, het generieke concept van elk datawarehouse.
ABAP ·
ABC ·
ActionScript ·
Ada ·
Algol ·
APL ·
assembleertalen ·
AWK ·
B ·
BASIC ·
BCPL ·
C ·
C++ ·
C# ·
Clean ·
Clipper ·
COBOL ·
COMAL ·
Curry ·
D ·
Eiffel ·
Erlang ·
F# ·
Forth ·
Fortran ·
Go ·
Haskell ·
Icon ·
J# ·
Java ·
Julia ·
Kotlin ·
Lisp ·
Logo ·
Lua ·
m4 ·
ML ·
Modula-2 ·
Oberon ·
Object Pascal ·
Objective-C ·
Ocaml ·
Oz ·
Pascal ·
Perl ·
PHP ·
PL/I ·
PL/SQL ·
Prolog ·
Prova ·
Python ·
Rexx ·
RPG ·
Ruby ·
Rust ·
SAS ·
Scala ·
Scheme ·
Self ·
Simula ·
Smalltalk ·
Swift ·
TCL ·
TypeScript ·
Vala ·
Visual Basic ·
Zig